# 瓦倫西亞軌道交通
瓦倫西亞軌道交通（西班牙語：MetroValencia）是西班牙瓦倫西亞的城市軌道交通系統，通車於1988年10月8日。目前瓦倫西亞軌道交通共擁有五條路線，146個車站，總長度161.7公里（其中29.8公里位於地下）。2019年時，有超過6944萬乘客搭乘瓦倫西亞軌道交通。瓦倫西亞軌道交通包含多種類型的軌道交通，各路線中1、2、3號線是有地下及地面混合路段的通勤鐵路，5、7、9號線是擁有完全獨立路權的地鐵；4、6、8、10號線是輕軌路線。

## 歷史

### 瓦倫西亞鐵路網

#### 有軌電車和鐵路公司
1877年西班牙頒布《鐵路和有軌電車法》，允許建設米轨軌距鐵道，相較於宽轨伊比利亞軌距建設成本較低，1885年瓦倫西亞電車協會成立，1888年開通瓦倫西亞富斯塔橋站至利里亚的鐵路。該路線營運十分成功，瓦倫西亞電車協會隨後建設數條通往北部市鎮贝特拉、拉费尔武尼奥尔、瓦倫西亞港的路線。1893年多薩瓜斯煤礦公司開通從耶穌站到托倫特的鐵路，至1917年延伸至南部的卡斯特利翁新镇，並在1912年開通一條耶穌站到拿撒勒的支線。
1917年瓦倫西亞電車協會與多薩瓜斯煤礦公司合併為瓦倫西亞有軌電車和鐵路公司 (CTFV)，1928年通往利里亚的鐵路完成電氣化，1941年CTFV曾提議建設一條富斯塔橋站到耶穌站的隧道，完成瓦倫西亞北部和南部鐵路網的連接，但是因為拆遷因素，遭市議會否決。1957年由於瓦倫西亞大洪水，耶穌站到拿撒勒的路線封閉，1959年南部的鐵路網也完成電氣化。

#### FEVE瓦倫西亞
1964年CTFV因為嚴重虧損，宣布將瓦倫西亞鐵路網轉由西班牙窄軌鐵路公司 (FEVE)經營，1960~1980年代由FEVE運營的瓦倫西亞鐵路網由2個部分5條路線組成，並沒有重要延伸
- 北部路網：以富斯塔橋站為總站，4條路線，分別通往贝特拉、利里亚、拉费尔武尼奥尔、瓦倫西亞港。
- 南部路網：以耶穌站為總站，1條路線，通往卡斯特利翁新镇。

在此期間連接北部與南部路網的隧道開始興建，與1941年CTFV提議的路線不同，從貝尼費里站到番紅花站。

#### 瓦倫西亞鐵路
1975年西班牙民主转型開始，並開始权力下放，FEVE於1986年將瓦倫西亞鐵路網移交給瓦倫西亞自治區政府成立的瓦倫西亞鐵路 (FGV)。1988年10月8日連接北部與南部路網的貝尼費里站到番紅花站隧道完工，開通瓦倫西亞軌道交通1號線和2號線，並開始以瓦倫西亞軌道交通名稱運營。

### 軌道交通開通後
軌道交通開通之後，1992年針對通往拉费尔武尼奥尔的路線建造第二條隧道，該地下路線東西向穿越瓦倫西亞，使該路線進入瓦倫西亞市中心。1995年5月5日阿拉米達站 - 馬查多站地下化，同時開通3號線，1998年9月16日延伸至希德大道站，並建造一條聯絡線，與1、2號線的南北向隧道聯絡，1999年5月19日延伸至米斯拉塔·阿爾馬西爾站。
1、2號線地下化開通後，富斯塔橋站到樞紐站 (當時稱為阿德穆斯站)的路段，於1994年5月21日改造為轻轨路線4號線，並向東延伸服務瓦倫西亞理工大學和瓦倫西亞海灘。1999年向西延長至瓦倫西亞博覽會站，2005年9月延伸至馬斯德爾羅薩里站，同年12月開通至Ll. Llarga-Terramelar站的支線。另外1998年2號線併入1號線，成為1號線支線，2004年9月22日南端增建支線至目前的托倫特艾爾維達大道站。
2003年4月30日阿拉米達站到阿約拉站之間的第3條地下隧道建成，並開通5號線，最初5號線從阿拉米達站出發，通過瓦倫西亞軌道交通南北向隧道與東西向隧道間的聯絡線，通往托倫特站。2007年4月2日5號線東端延伸至涅普頓站，與6號線連接，其中海事站 - 涅普頓站為轻轨規格。同年4月18日西端增加一條支線，與3號線一同延伸至機場站，成為瓦倫西亞機場的機場聯絡軌道系統，取代瓦倫西亞通勤鐵路C-4線，由於連接機場和海岸度假區，5號線成為瓦倫西亞軌道交通最繁忙的路線。

### 路網擴張
6號線是轻轨路線，為服務瓦倫西亞北部社區建造，並通往瓦倫西亞海灘附近的海事站，多數路段與4號線共線。2015年瓦倫西亞軌道交通透過拆分支線增加4條路線，首先是2號線重新恢復，最初2號線標誌色為綠色，2號線取消之後，綠色成為5號線代表色，2號線重新恢復後使用粉紅色為代表色。7號線原本是5號線的一條支線，經過軌道交通南北向隧道與東西向隧道間的聯絡線，通往托倫特站，2015年獨立為7號線，方便城市南部居民前往海灘，不須換乘。
8號線為5號線東端的轻轨段，2015年該段獨立，成為瓦倫西亞軌道交通最短的路線，僅1.23公里、4個停靠站，2021年相關部門提出將8號線取消，併入6號線的計畫，將班距從20分鐘減少到7.5分鐘。9號線於2015年3月6日開通，該線利用瓦倫西亞通勤鐵路C-4線線位，由於3、5號線延伸瓦倫西亞機場工程，C-4線於2005年中斷，里瓦-罗哈德图里亚地區無法透過軌道交通前往瓦倫西亞，因此透過C-4線留下的線位，鋪設米轨鐵路開通9號線。
10號線2022年5月17日開通，10號線為准地铁路線，早於1912年現今10號線線位便已開通轻轨，但於1957年水災後封閉。2007年10號線動工，2011年因歐洲主權債務危機導致資金問題停工，2019年復工，2022年完工通車。

## 路線

瓦倫西亞軌道交通路線圖

| 標誌 | 路線   | 營運區間                                                                   | 開通 | 類型     | 總長 (km) | 車站數 |
| ---- | ------ | -------------------------------------------------------------------------- | ---- | -------- | --------- | ------ |
|      | 1號線  | 貝特拉站 - 卡斯特利翁站                                                    | 1988 | 通勤鐵路 | 72.145    | 40     |
|      | 2號線  | 利里亞站 - 托倫特艾爾維達大道站                                            | 1988 | 通勤鐵路 | 39.445    | 33     |
|      | 3號線  | 拉費爾武尼奧爾站 - 機場站                                                  | 1995 | 通勤鐵路 | 24.691    | 27     |
|      | 4號線  | 馬斯德爾羅薩里站 / Ll. Llarga-Terramelar站 / 瓦倫西亞博覽會站 – 盧克醫生站 | 1994 | 輕軌     | 16.999    | 33     |
|      | 5號線  | 機場站 - 海事站                                                            | 2003 | 地鐵     | 26.502    | 31     |
|      | 6號線  | 托薩爾德爾雷站 - 海事站                                                    | 2007 | 輕軌     | 10.067    | 21     |
|      | 7號線  | 海事站 - 托倫特艾爾維達大道站                                              | 2015 | 地鐵     | 15.497    | 16     |
|      | 8號線  | 海事站 - 涅普頓站                                                          | 2015 | 輕軌     | 1.23      | 4      |
|      | 9號線  | 里瓦-羅哈德圖里亞站 - 阿爾沃賴阿佩里斯阿拉戈站                             | 2015 | 地鐵     | 24.859    | 23     |
|      | 10號線 | 阿拉坎特站 – 拿撒勒站                                                      | 2022 | 輕軌     | 5.32      | 8      |

## 車輛

### 除役車輛

#### CTFV引入

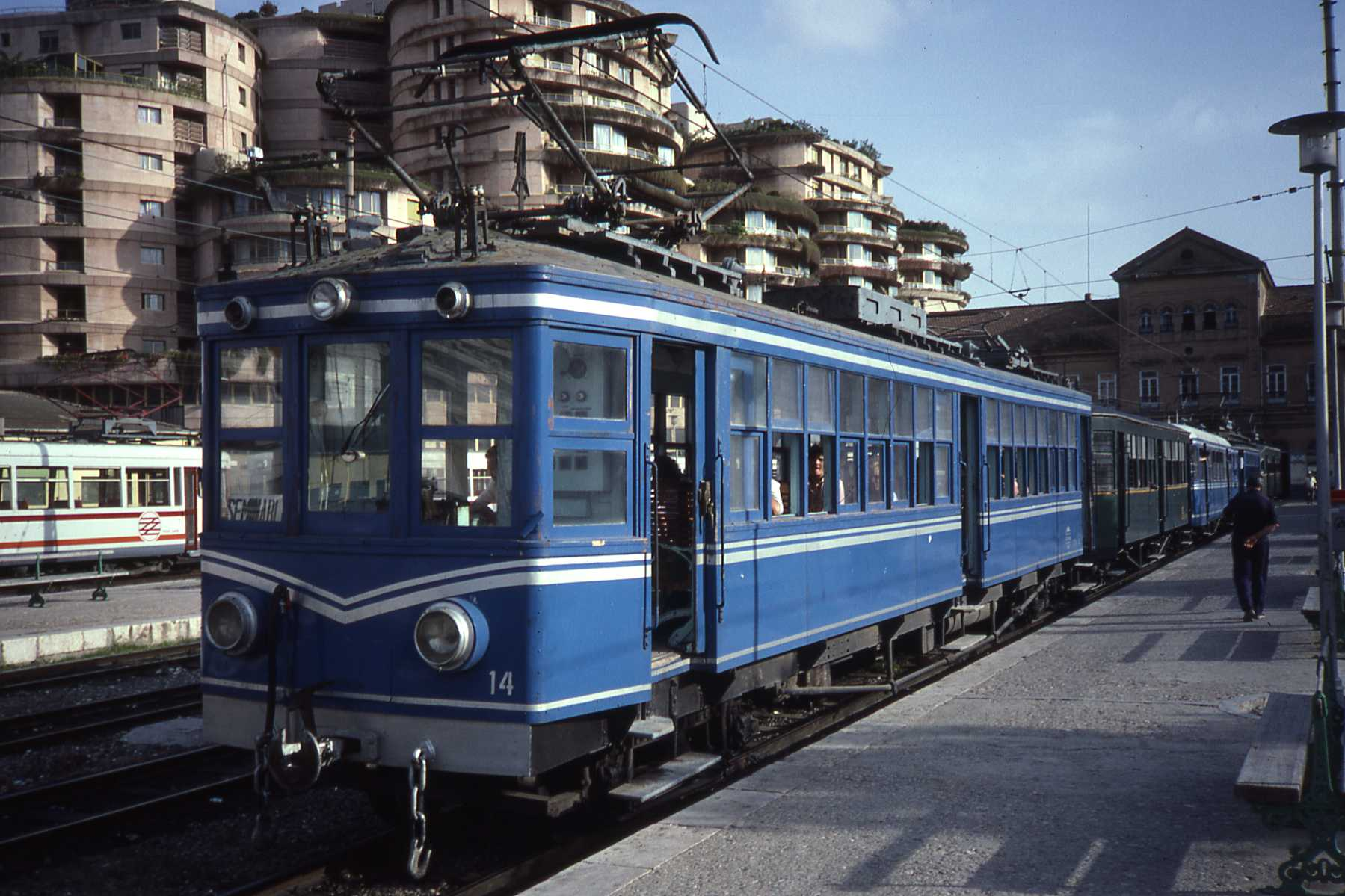
FGV 1-15系列13號車
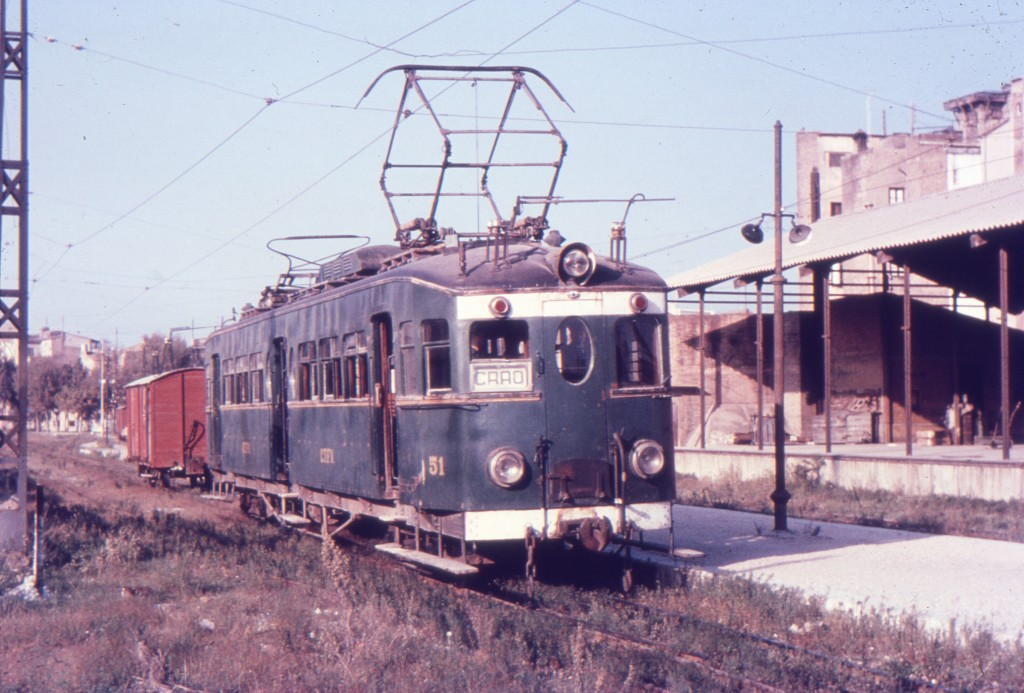
FGV 50系列51號車
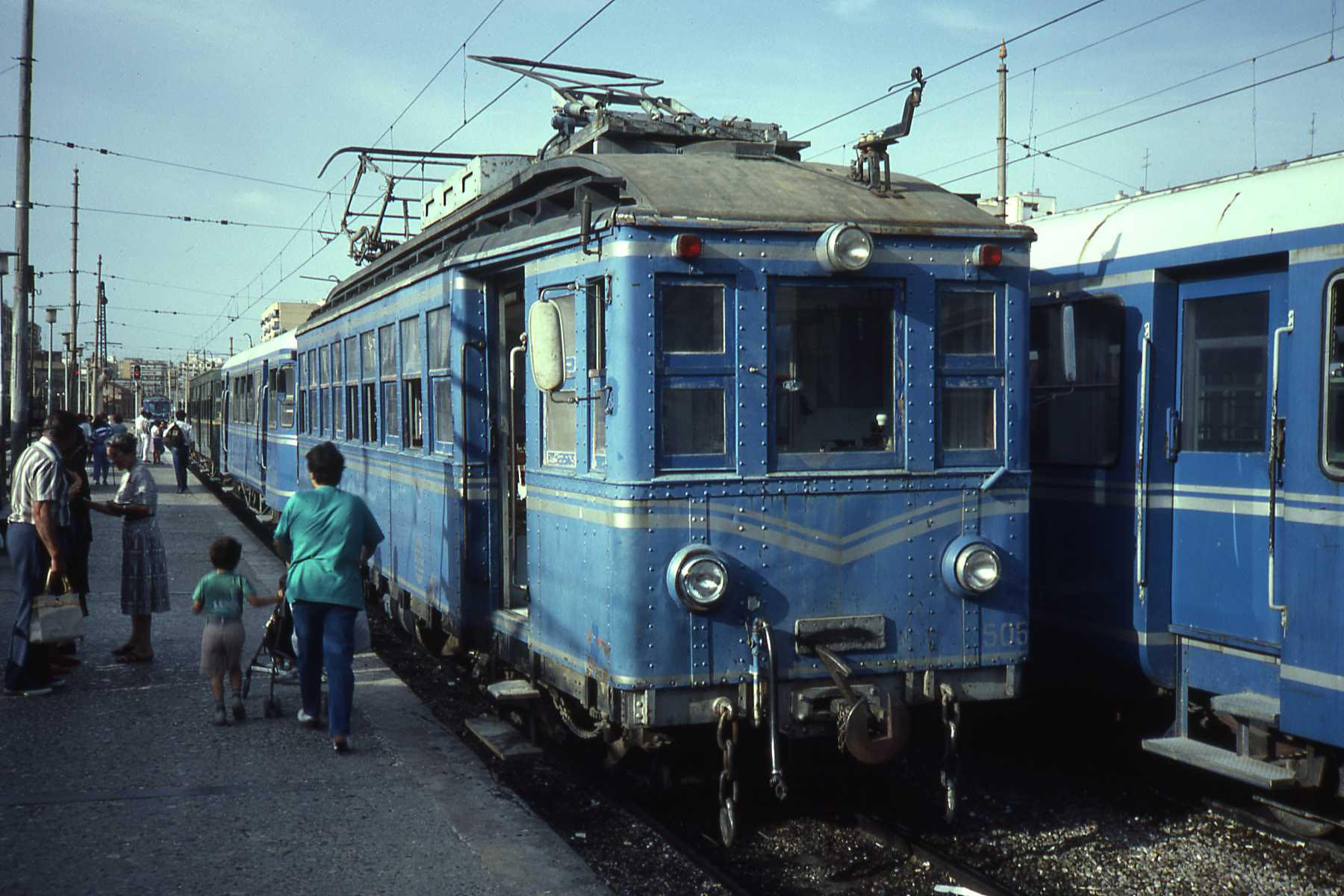
FGV 500系列505號車
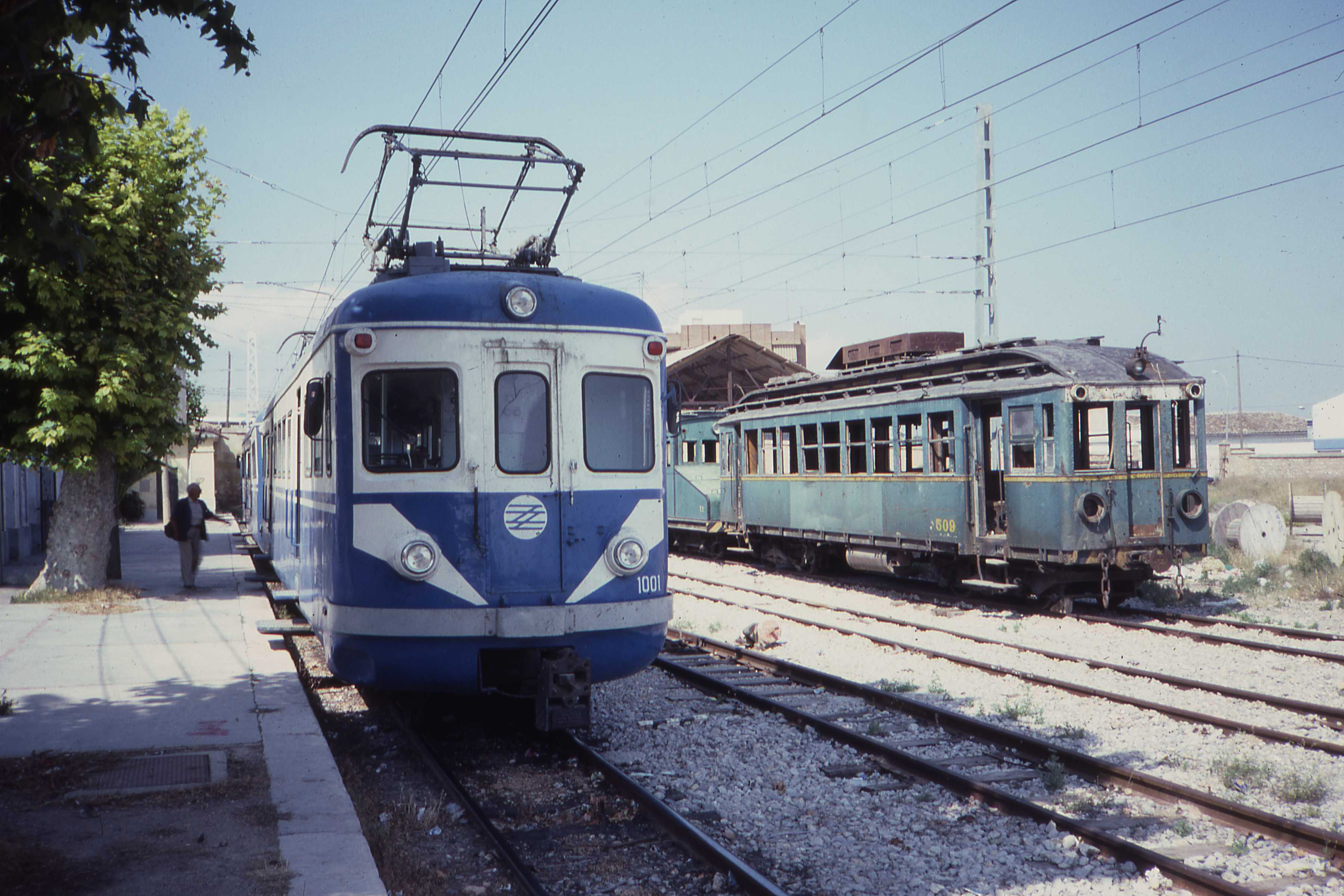
FGV 1000系列1001號

1885年瓦倫西亞電車協會成立，1887年購買4輛英國蒸汽機車。1917年CTFV在利里亞線電氣化工程開始後陸續購入15輛電力機車，稱為「FGV 1-15系列」，蒸汽機車則於1928年利里亞線電氣化完工後只保留5輛用於南部路網，其餘轉賣、報廢。CTFV購買的15輛電力機車分為4個系列，於不同年份製造，1~3、4~7號、9~11號由同一製造商，於1917、1924、1928年製造，12、13號與14、15號由不同製造商，於1928、1930年製造。FGV 1-15系列被暱稱為火星塞，最初是木製車輛的，在1950年代開始改為金屬車身，1964年FEVE接手後將塗裝改為FEVE的藍底白條。FGV 1-15系列一直使用到1987年才被FGV除役，FGV保存1、4號車。
1920年代CTFV購買7輛比利時電力機車，該批機車原本要提供敖德薩電車使用，因為一戰爆發無法交付，被轉賣CTFV作為牽引機車至1924年，1930年CTFV將其改造為拖車使用。1940年代CTFV購FGV 50系列和500系列應對交通量增加，其中FGV 500系列由德国製造，原定提供葡萄牙使用，但相關路線從未完工，因此1942年將6輛機車、24節客車、2節貨車被轉賣給CTFV，適用電壓從1500V降至600V，之後有4輛拖車改裝為機車，總共10輛機車，編號501~510，最高速度50km/h，使用到1987年，FGV保存503號，506、510售予私人使用。
1954年CTFV委託馬科薩公司 (現為施泰德鐵路子公司)，製造8列電聯車FGV 1000系列，原定每列都是2節編組，由1節動力車與1節拖車組成，但最後1058號拖車未交付，因為與之搭配的1008號機車被用於取代事故報廢的FGV 1-15系列13號機車。1957年CTFV將201~204號拖車改造，201、203配備動力，搭配202、204號拖車，編號為1021、1023；1964年202號拖車也改為動力車，並搭配1072、1074號拖車，成為1動2拖3節編組聯車，編號為1022，201號搭配的拖車則改為1071號拖車。
FGV 1000系列每節車廂有60餘個座位，1001~1007號最高速度80km/h，1021~1023號最高速度50km/h。1986年FGV接手後繼續使用，並在1989年改造其中3組為3500系，在尚未軌道交通化或轻轨化的路線繼續使用，直到1995年3號線軌道交通化開通為止，FGV目前保存1001號。

#### FEVE引入

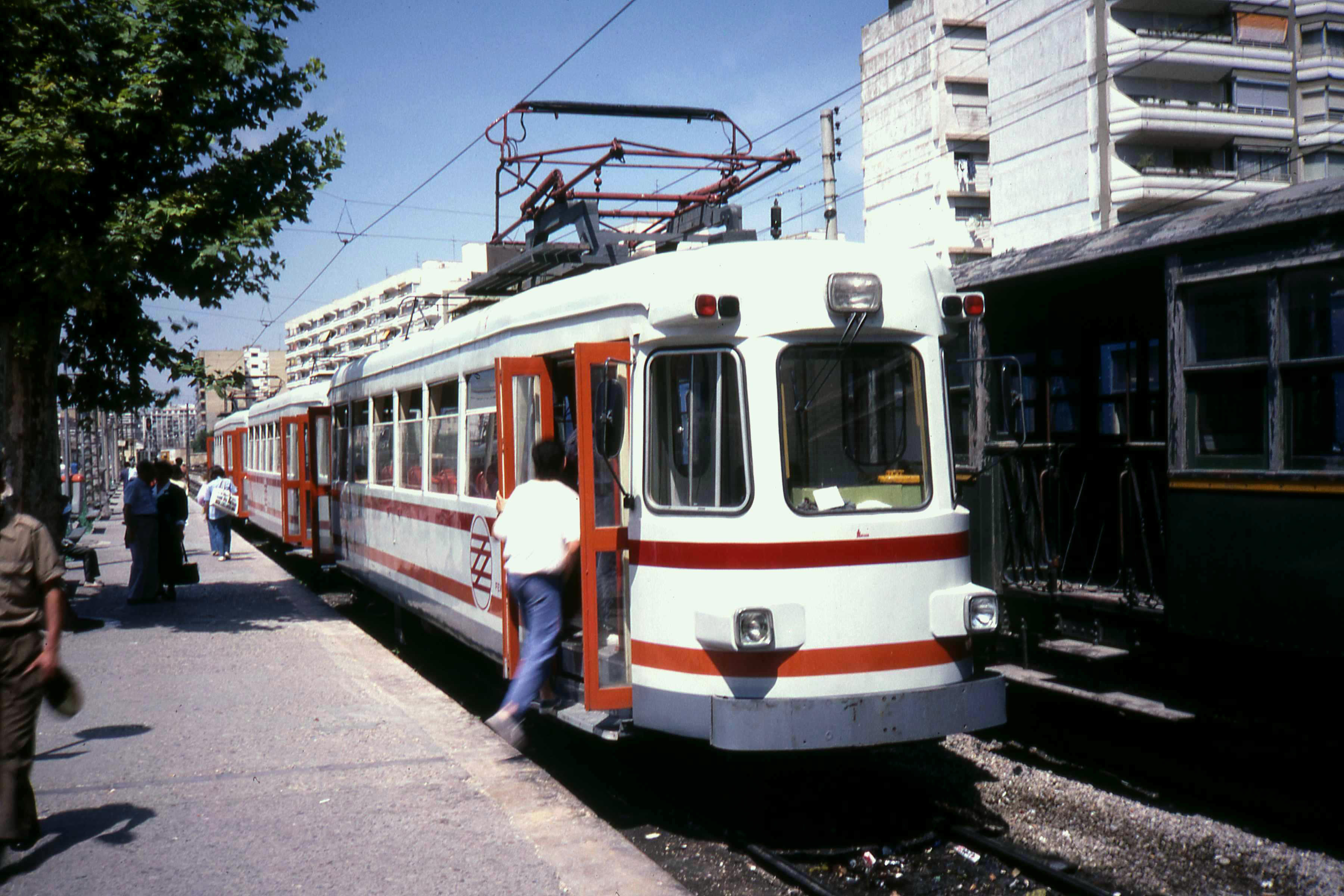
FGV 3400系列
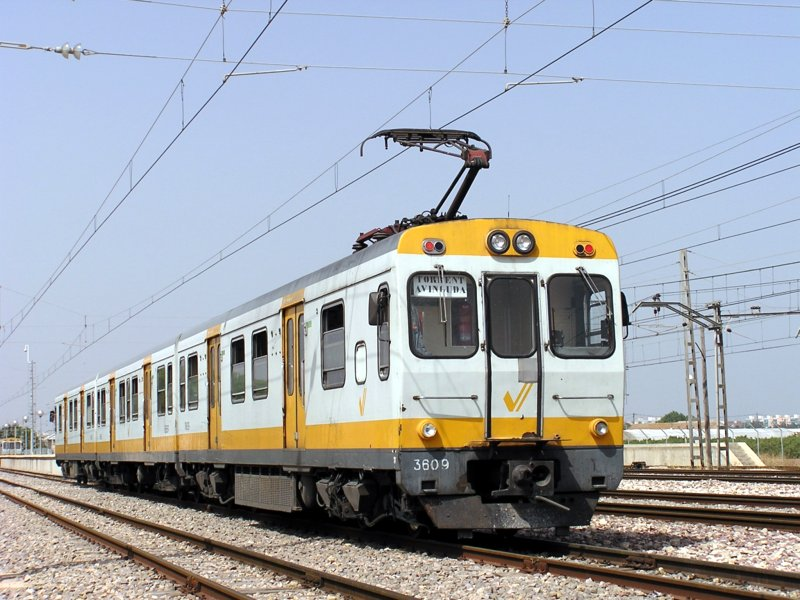
FGV 3600系列3609號
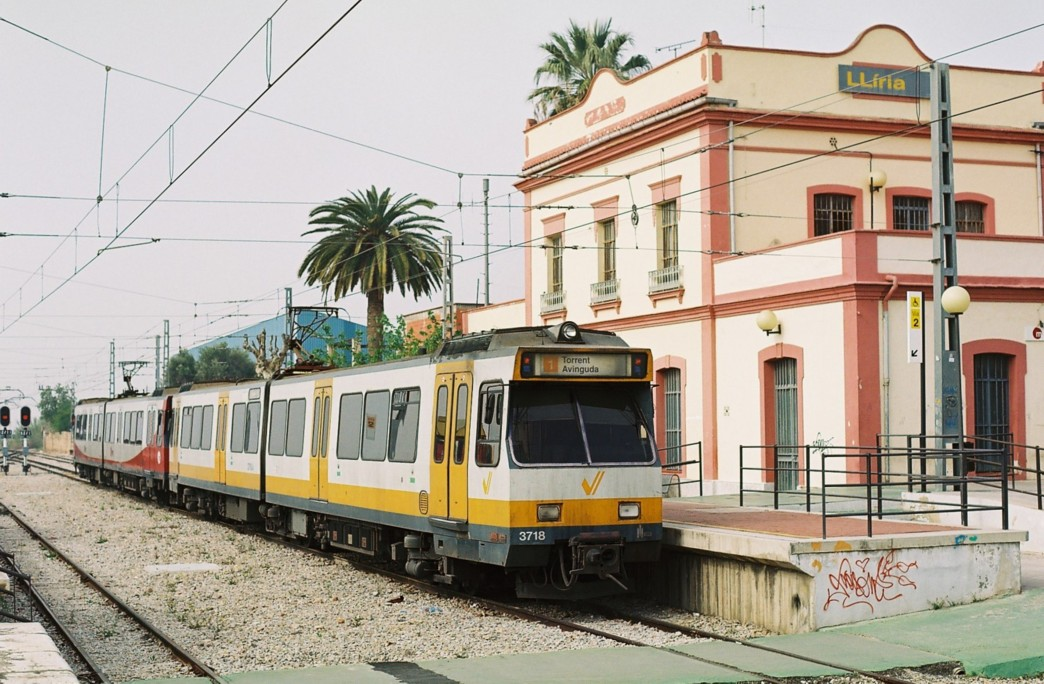
兩組不同塗裝FGV 3700系列組成的列車
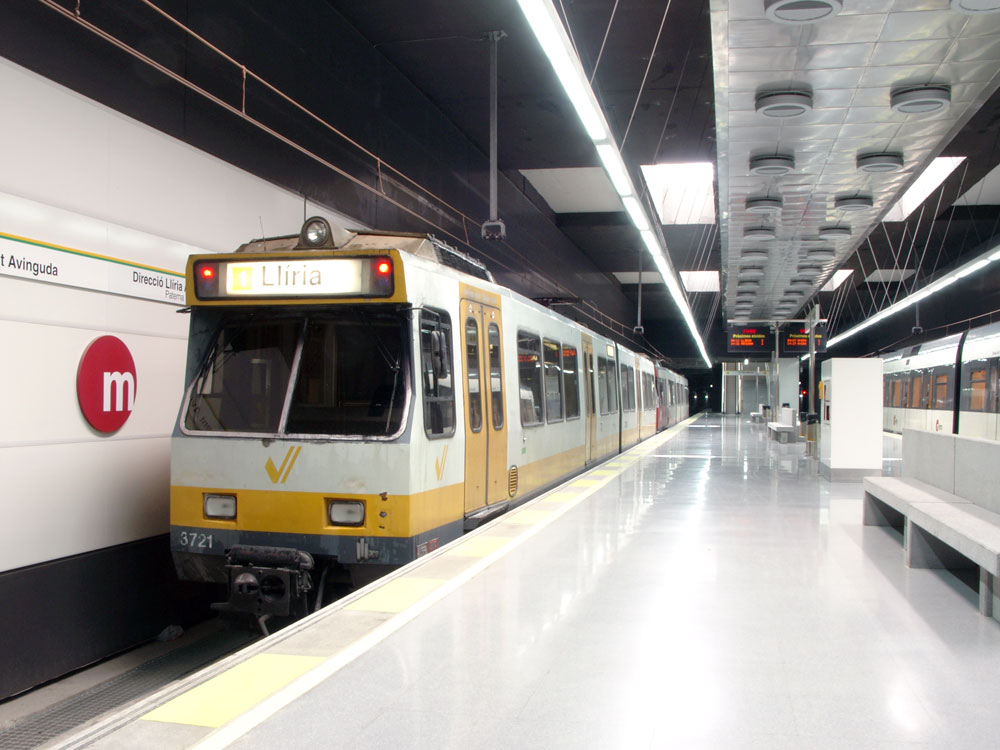
地下路段的FGV 3700系列

1972年FEVE購入3400系列，最初為藍底白條塗裝，1984年翻新後改為白底橘條塗裝，FGV成立後繼續使用至1990年。3400系列為2動1拖3節編組，共製造12組列車，編號3401~3412。
FGV 3600系列由FEVE引入，最初由巴布柯克-威爾科斯公司於1981年在巴斯克製造，並在桑坦德 - 畢爾包鐵路使用，1982年FEVE將其轉移至瓦倫西亞使用，FGV成立後繼續使用。FGV 3600系列為1動2拖3節編組，共製造10組列車，編號3601~3610，載客量約250人，最高速度80km/h，1988年軌道交通開通之後一直在軌道交通路段使用。3600系列塗裝最初為FEVE的藍白兩色，1987年因為FGV引入3700系列，3600系列的塗裝改為與3700系列相同的黃白兩色，2001年對3601、3602翻新後，兩組列車改為白色塗裝，車頭為黑白兩色。
FGV 3700系列由FEVE引入，由於瓦倫西亞鐵路網車輛老舊且數量不足，FEVE於1984年招標30組電力動車組，由西班牙鐵路建設和協助公司 (CAF)為首製造，1986年開始交付，同年FGV接手瓦倫西亞鐵路，並自隔年開始負責營運，3700系列繼續使用。FGV 3700系列為2節動力車編組，營運時2組編為一列使用，最初製造30組列車，1990年FGV增購10組，達到40組列車，編號3701~3740，最高速度80km/h。塗裝最初為黃白兩色，1998年大多數改為紅白兩色，也有維持原本黃白塗裝的車輛，因此可以看到兩種塗裝重聯的列車。
3600與3700系列大多在1、2號線使用，由於1、2號線為長距離路線，導致車輛快速耗損，加上維護不善，因此2007年4300系列引入後，3600系列全數退出營運，3602號曾在2009年再次改裝服役，但由於發動機狀況不佳，再次退出營運。3700系列也在4300系列全數交付後，於2010年退出，僅使用預期壽命 (40年)一半左右的時間。目前FGV僅保留3600系列的3604號車，以及3700系列的3702號車，3703號車轉讓給軍方作為演習車輛。另外3700系列的3736與3714重聯列車於2006年發生嚴重出軌事故。

#### FGV引入

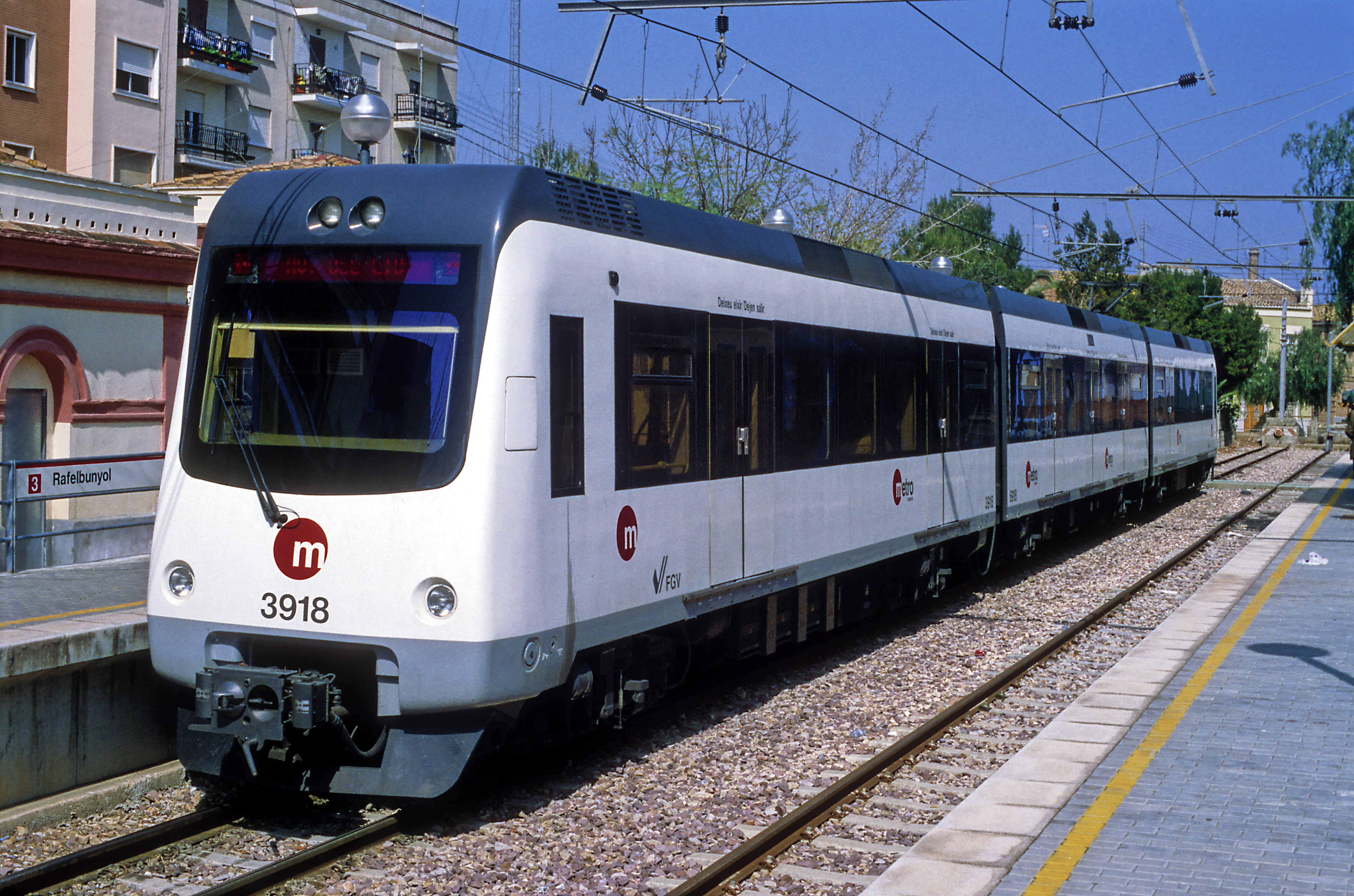
3節編組的FGＶ 3900系列 (1999年)
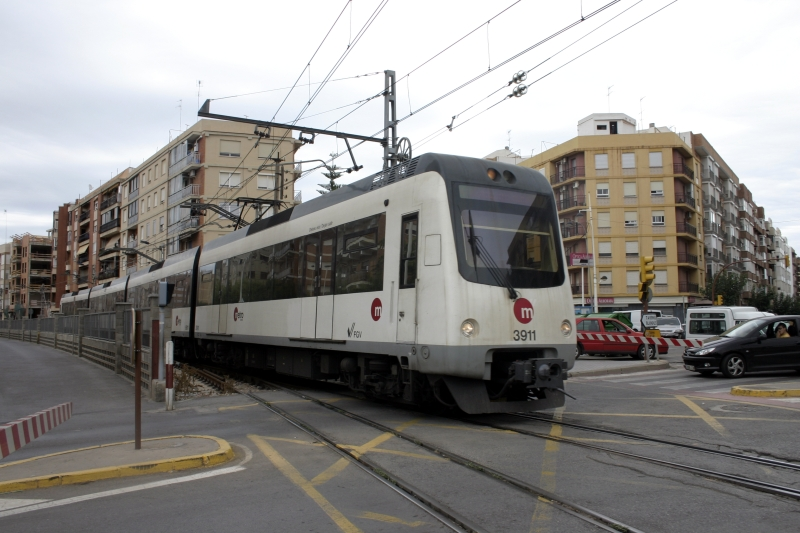
4節編組的FGＶ 3900系列 (2005年)

FGV 3900系列由FGV引入，由於開通3號線，使3600、3700系列不敷使用，因此在1995年購入3900系列。3900系列由馬科薩公司 (當時是阿爾斯通子公司)製造，最初為2動1拖3節編組，共製造18組列車，編號3901~3918，最高速度80km/h，車廂間聯通，塗裝為白色，車頭為黑白兩色。2001年由於3號線先前的延伸，導致客流量增加，FGV決定為3900系列每組添購一節拖車，增為2動2拖的4節編組。
2011年3900系列裝備列車自動運行系統 (ATO)，然而隔年FGV宣布停用所有3900系列，理由是最新購入的4300系列有18組尚未裝設ATO，FGV沒有資金為其裝設新的ATO，因此將18組3900系列全部停止使用，將3900系列的ATO轉給4300系列使用，該決定遭致嚴重批評，特別是3900系列沒有重大事故、耗損，且使用不到20年。2013年多數3900系列車停止營運，除3910和3916仍使用至2016年，2017年FGV曾經計畫出售其中14組列車，但沒有買家提交報價。2021年FGV提出為8至10組3900系列重新裝設ATO，並恢復使用，每輛成本約400~500萬歐元，但確切計畫仍未定。

### 使用中車輛

#### FGV 4300系列

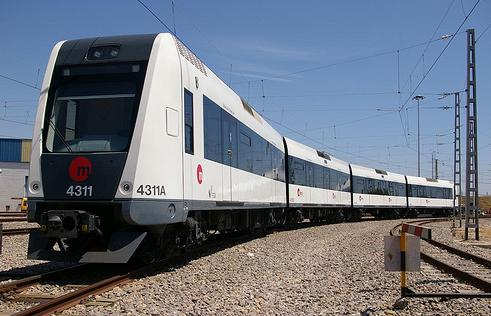
4節編組的FGV 4300系列

FGV 4300系列由FGV引入，用於取代3600、3700系列，FGV於2005年向製造3900系列的馬科薩公司 (當時是德国福斯羅公司子公司)下訂20列4節編組列車，之後增加20列，2006年又再增購22列。2007年4300系列開始交付，4300系列總共62列，其中42列為2動2拖的4節編組，另外20列為3動2拖的5節編組，編號4301~4362，最高速度為80km/h，載客量4節編組600人，5節編組750人，車廂間聯通，塗裝為白色，車頭為黑白兩色，黑色面積比3900系列大。

#### 輕軌车辆

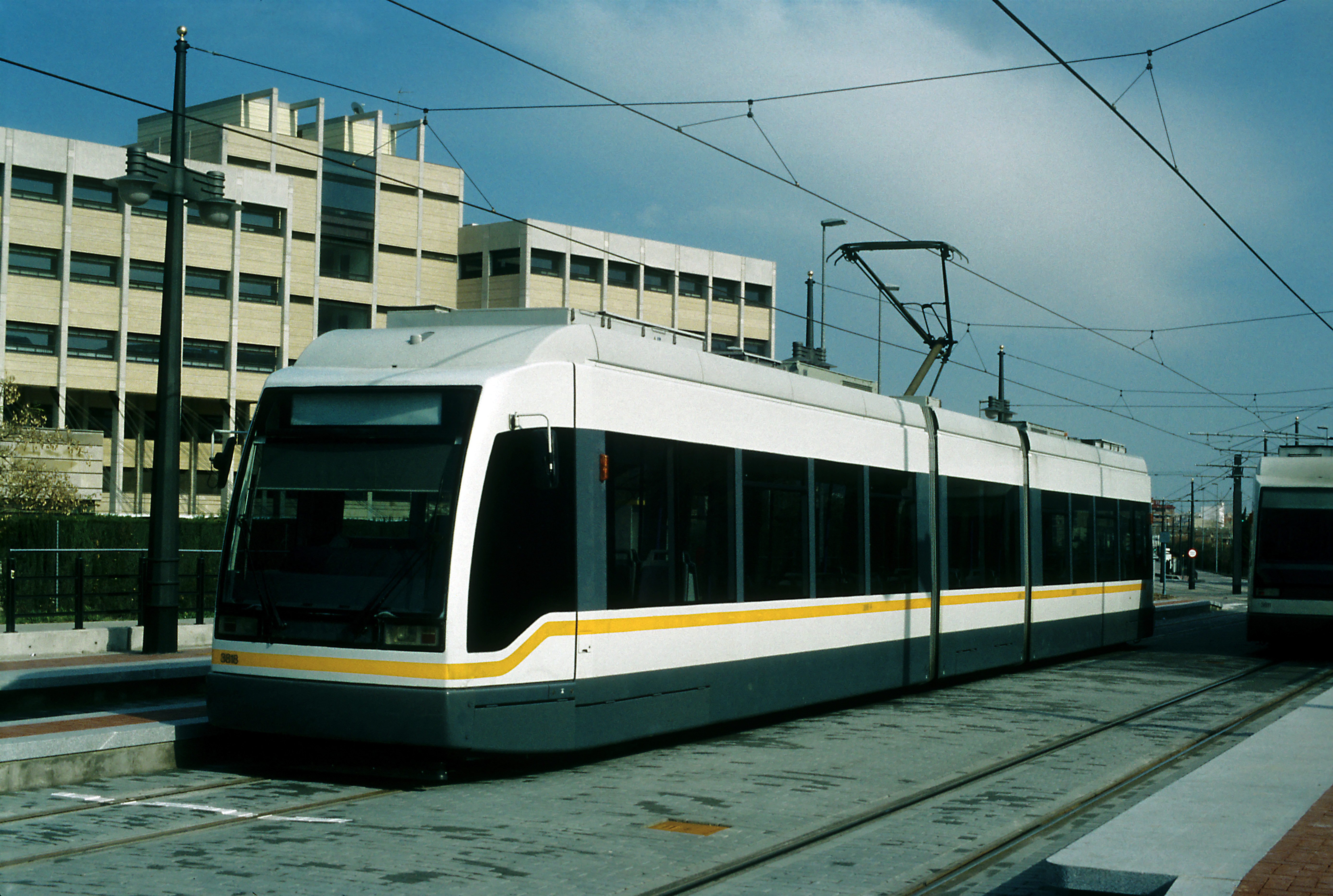
3800系列舊塗裝
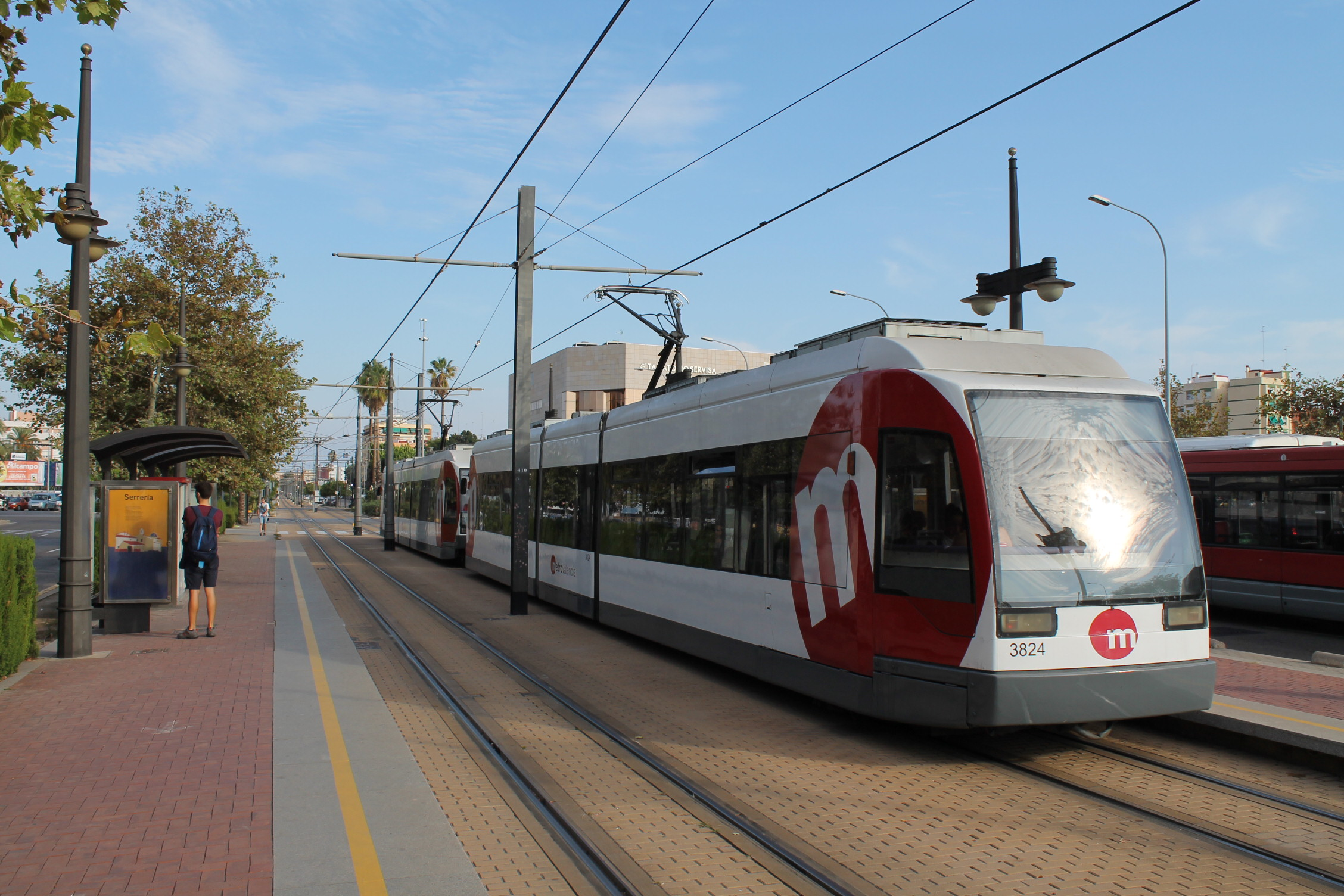
3800系列新塗裝，重聯運行
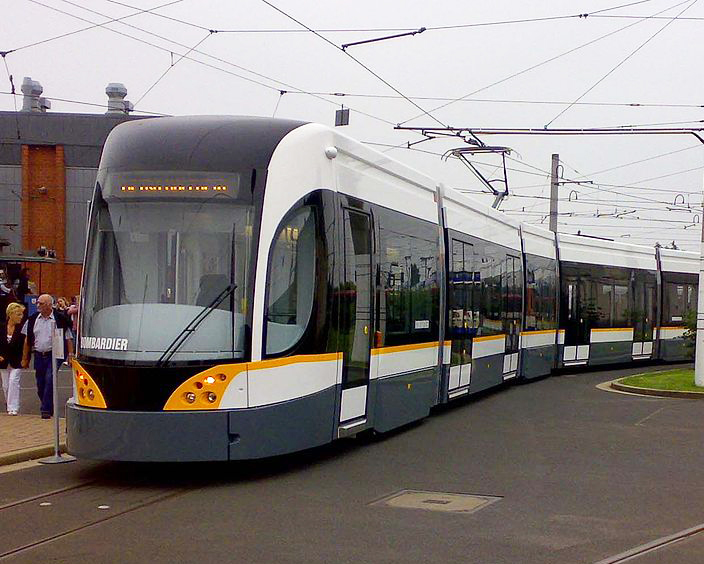
4200系列舊塗裝

1994年瓦倫西亞軌道交通第一條轻轨開通，同時第一款轻轨FGV 3800系列投入營運。3800系列於1993年訂購，最初訂購21列列車，1998年因4號線即將延伸增購4列。3800系列為2動1拖3節編組，共製造25組列車，編號3801~3825，最高速度65km/h，可兩組重聯運行，塗裝最初為白底帶黃色線條，2014更改為白底印有紅底白字的瓦倫西亞軌道交通標誌。2021年FGV宣布將採購新車取代3800系列。
4200系列由FGV引入在瓦倫西亞軌道交通和阿利坎特電車使用。4200系列由龐巴迪製造，2005年簽訂30輛列車的合同，2006年開始交付使用，2011年增購14輛，達到44輛列車，其中22量配屬瓦倫西亞軌道交通。4200系列為4動1拖5節編組，最高速度70km/h，載客量277人，包括55個座位，塗裝為黑、白色底帶黃色線條。

## 票務
瓦倫西亞軌道交通採分區票價，分A、B、C區，C區僅機場站，詳細票價如下表：(單位：歐元)
| 票種          | 適用區域數 | 適用區域數 | 適用區域數 | 備註     |
| 票種          | 1區        | 2區        | 3區        | 備註     |
| ------------- | ---------- | ---------- | ---------- | -------- |
| 單程票        | 1.5        | 2.8        | 4.8        |          |
| TuiN卡        | 0.8        | 1.2        | 2.0        | [ 註 4 ] |
| 10程票        | 8.0        | 12.0       | 20.0       |          |
| 24小時票      | 4.0        | 4.0        | 8.0        |          |
| 48小時票      | 6.7        | 6.7        | 10.0       |          |
| 72小時票      | 9.7        | 9.7        | 12.0       |          |
| 月票          | 35.0       | —          | 53.0       |          |
| 青年月票      | 29.75      | —          | 45.05      | [ 註 6 ] |
| 老年/殘障月票 | 9.7        | 9.7        | 9.7        |          |
| 老年/殘障年票 | 87.3       | 87.3       | 87.3       |          |

## 未來計畫

瓦倫西亞軌道交通2030年計畫

瓦倫西亞軌道交通的未來計畫包括既有線調整，以及新線建設。車輛部分2021年FGV宣布將採購22輛新型轻轨取代3800系列，2022年新增6輛訂單，達到28輛列車。

### 既有線調整
既有線調整部分，瓦倫西亞軌道交通預計建設兩條新的地下聯絡線，首先是從1、2號線的西班牙廣場站到7號線拜倫站，完工後1、2號線將以拜倫站為終點站，藉此大幅縮短1號線長度，提高軌道交通發車頻率。第二條地下隧道從阿拉米達站到拜倫站，完工後3、7號線將經過這條新隧道前往南部區域，3號線將取代2號線南段，7號線將與今日路線完全不同，北部走現在9號線東北路段，南部走現在1號線南段。9號線則預計將延伸至里瓦-羅哈德圖里亞市中心，東北段將改為7號線，9號線將改走現在7號線路段前往海事站。
另外瓦倫西亞軌道交通現有地下隧道中，西班牙廣場站 - 耶穌站區間，以及科隆站 - 拜倫站將沒有路線通過，其中西班牙廣場站 - 耶穌站區間2006年發生嚴重出軌事故，據信事故主因是列車在西班牙廣場站 - 耶穌站區間的彎道超速。
有軌電車線部分，目前8號線預計併入6號線。10號線將向東延伸，再轉往北，終點在涅普頓站，與合併8號線的6號線，以及規劃中的11號線換乘。

### 新線建設
瓦倫西亞軌道交通新路線包括11、12、14號線。11、12號線為轻轨路线，11號線將作為10號線補充，兩線起迄站相同，部分路線共線；12號線自阿拉坎特站出發，連接至拉菲理工大學醫院 (瓦倫西亞理工大學醫院)。11、12號線預計2025~2026年開通。
14號線則是軌道交通路線，從海事站出發，與5號線共線，在十月九日站分出，前往阿尔代阿，總長12.95公里、17個車站，將成為瓦倫西亞軌道交通第4條地下隧道，預計2030年開通運營。

## 事故
2006年7月3日在瓦倫西亞軌道交通1號線西班牙廣場站 - 耶穌站區間，FGV 3700系列的3736與3714重聯列車發生出軌事故，造成43人死亡，47人輕重傷，是西班牙城市軌道交通 史上傷亡最嚴重的事故。瓦倫西亞政府和FGV指出事故原因是列車在經過西班牙廣場站 - 耶穌站區間的彎道時超速，該彎道速限40km/h，但當時列車速度達到80km/h，但工會指控原因是軌道交通路線和車輛的惡化。

## 外部連結
- 瓦倫西亞軌道交通官方網站 （页面存档备份，存于）（西班牙文）